# Comuna Crețeni, Vâlcea
Crețeni este o comună în județul Vâlcea, Oltenia, România, formată din satele Crețeni (reședința), Izvoru, Mrenești și Streminoasa.

## Demografie
Componența etnică a comunei Crețeni
     Români (92,4%)
     Alte etnii (7,6%)
Componența confesională a comunei Crețeni
     Ortodocși (91,47%)
     Alte religii (0,67%)
     Necunoscută (7,86%)
Conform recensământului efectuat în 2021, populația comunei Crețeni se ridică la 1.934 de locuitori, în scădere față de recensământul anterior din 2011, când fuseseră înregistrați 2.151 de locuitori. Majoritatea locuitorilor sunt români (92,4%). Din punct de vedere confesional, majoritatea locuitorilor sunt ortodocși (91,47%), iar pentru 7,86% nu se cunoaște apartenența confesională.

## Politică și administrație
Comuna Crețeni este administrată de un primar și un consiliu local compus din 11 consilieri. Primarul, Constantin Catrina[*], de la Partidul Social Democrat, este în funcție din octombrie 2020. Începând cu alegerile locale din 2024, consiliul local are următoarea componență pe partide politice:
|  | Partid                          | Consilieri | Componența Consiliului | Componența Consiliului | Componența Consiliului | Componența Consiliului | Componența Consiliului | Componența Consiliului | Componența Consiliului |
|  | ------------------------------- | ---------- | ---------------------- | ---------------------- | ---------------------- | ---------------------- | ---------------------- | ---------------------- | ---------------------- |
|  | Partidul Social Democrat        | 7          |                        |                        |                        |                        |                        |                        |                        |
|  | Partidul Național Liberal       | 3          |                        |                        |                        |                        |                        |                        |                        |
|  | Alianța pentru Unirea Românilor | 1          |                        |                        |                        |                        |                        |                        |                        |